# مینا آندریوا

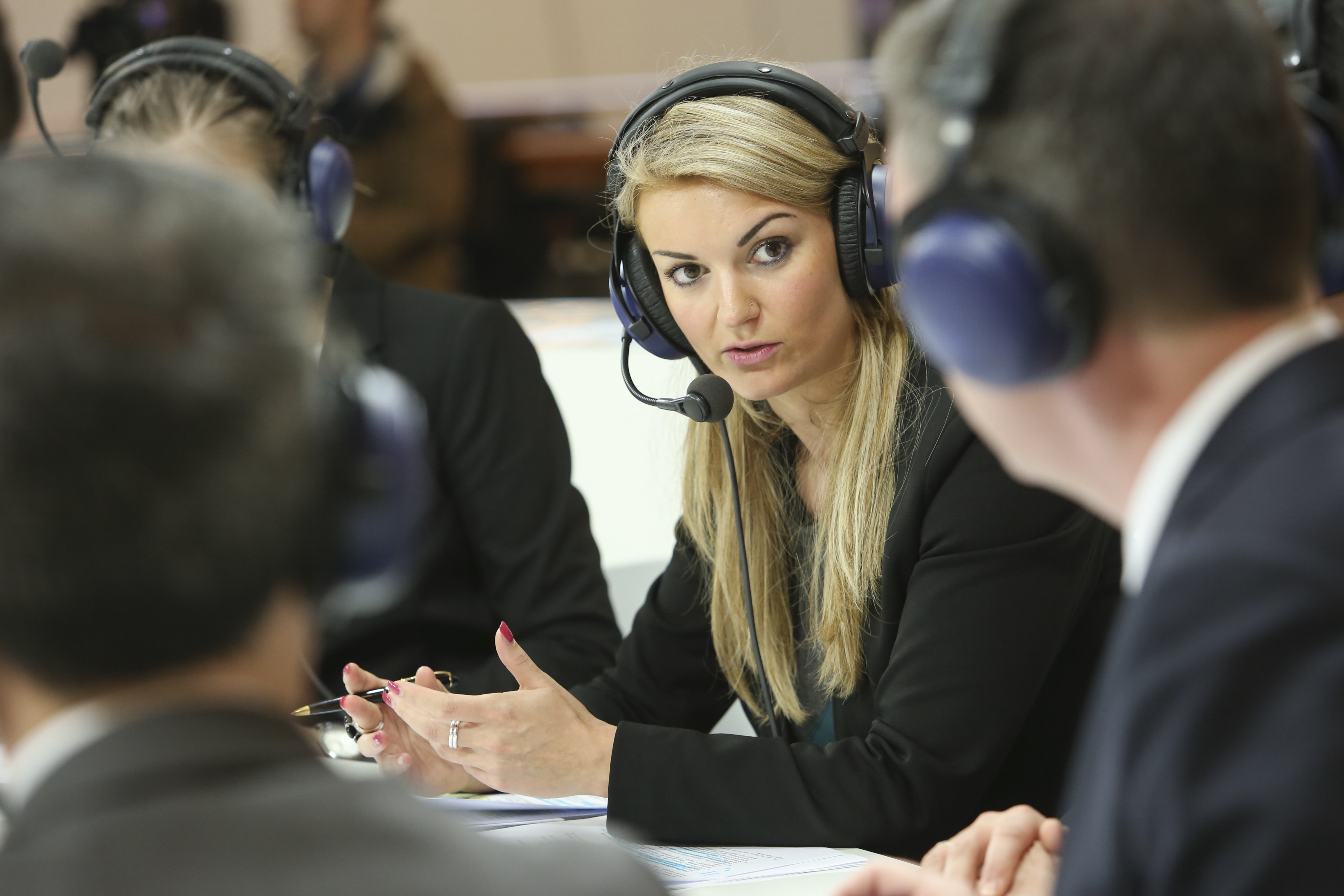
مینا آندریوا

مینا آندریوا (متولد ۱۹۸۳ در صوفیه ، بلغارستان) یک دانشمند سیاسی و حقوقدان بلغاری-آلمانی است. وی سخنگوی اصلی کمیسیون اروپا است . 

## زندگی و شغل
آندریوا در سال ۱۹۸۳ در صوفیه ، بلغارستان از یک پدر آلمانی و یک مادر بلغاری به دنیا آمد. در هشت سالگی ، وی به همراه خانواده به کلن آلمان نقل مکان کرد ، جایی که پدرش به عنوان روزنامه نگار برای شرکت دویچه وله کار می کرد . آندریوا در کلن بزرگ شد. او تحصیلات خود پایه را در دانشگاه ماستریخت هلند تحصیل ادامه داد ، و سپس لیسانس را از دانشگاه ادینبورگ گرفت .  